# اولیور کریستنسن
اولیور کریستنسن (انگلیسی: Oliver Christensen؛ زادهٔ ۲۲ مارس ۱۹۹۹) بازیکن فوتبال اهل دانمارک است که برای باشگاه فیورنتینا بازی می‌کند.

وی همچنین در تیم‌های ملی فوتبال زیر ۲۱ سال دانمارک، و دانمارک بازی کرده‌است.